# Telford Taylor
Telford Taylor (* 24. Februar 1908 in Schenectady, New York; † 23. Mai 1998 in New York City) war ein US-amerikanischer Militärjurist, Historiker, Politikwissenschaftler und Buchautor.

## Leben

### Frühe Jahre
Telford Taylor war der Sohn des Physikers John Bellamy Taylor und dessen Ehefrau Marcia (geb. Estabrook Jones). Seine Mutter war von 1936 bis 1938 Präsidentin des New Yorker Abteilung der American Association of University Women.
Nach dem Besuch der Elmer Avenue Grade School, der Schenectady High School, ging Taylor zum Williams College, Williamstown, Massachusetts. 1928 schloss er mit dem A.B. degree (Artium Baccalaureus / Bachelor of Arts) ab und unterrichtete von 1928 bis 1929 Geschichte und Politische Wissenschaften an diesem College. 1932 erlangte er den A.M. degree (Artium Magister / Master of Arts), besuchte im Anschluss daran die Harvard Law School. 1932 wurde ihm hier der LL.B. (Legum Baccalaureus / Bachelor of Laws) verliehen.

### Nürnberger Prozesse

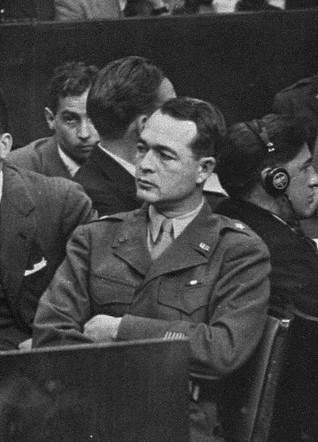
Beim Milch-Prozess

Im Nürnberger Prozess gegen die Hauptkriegsverbrecher vor dem Internationalen Militärgerichtshof amtierte Taylor zunächst als Assistent (Beigeordneter Ankläger) des amerikanischen Hauptanklägers Robert H. Jackson. 1946 wurde er zum Brigadegeneral ernannt, übernahm im Oktober Jacksons Posten und klagte – nun selbst Hauptankläger – vor dem amerikanischen Militärgerichtshof in Nürnberg in 12 Nachfolgeprozessen weitere zahlreiche NS-Kriegsverbrecher an.
Der Nationalsozialismus war aus Taylors Sicht ein Produkt der Koalition zwischen der preußischen Militärelite und der deutschen Großindustrie. Dabei sah Taylor im preußisch-deutschen Militär das eigentliche Zentrum der kriegerischen und expansionistischen Politik. Die Industrie teile zwar die aggressiven Ziele, bliebe aber in einer dienenden Rolle. Unter Friedrich II. habe sich eine „Kriegerkaste“ gebildet, die sich fest verschworen habe, das Deutsche Reich zu einer Weltmacht zu machen. Der Nationalsozialismus sei letzten Endes nur eine vorübergehende politische Erscheinungsform dieser Ideen gewesen, und von machtvollen Gruppen gefördert worden.
Zum offiziellen Abschluss der Prozesse vor amerikanischen Militärgerichten erklärte Telford Taylor am 9. Mai 1949:
„...I venture to predict that as time goes on we will hear more about Nuremberg rather than less, and that in a very real sense the conclusion of the trials marks the beginning, and not the end, of Nuremberg as a force in politics, law and morals. ... Nuremberg was part of the process of enforcing law – law that long antedated the trials, and that will endure into the future; law that binds not only Germans and Japanese, but all men.“
„...Ich wage vorherzusagen, dass wir mit fortschreitender Zeit eher mehr als weniger von den Nürnberger Prozessen hören werden, und dass die Beendigung dieser Prozesse [erst] den Beginn und keineswegs das Ende bedeuten, von Nürnberg, als einer [großen, einflussreichen] Kraft für Politik, Recht und Moral. ... Nürnberg war [nur] Teil eines Gesamtprozesses zur Stärkung des Rechts – Recht, das [bereits] lange vor diesen Prozessen bestand und auch in Zukunft weiter bestehen bleiben wird. Dieses Recht verpflichtet nicht nur Deutsche und Japaner, sondern die gesamte Menschheit.“

### Späte Jahre
Während der sogenannten McCarthy-Ära Anfang der 1950er Jahre bezog er Stellung gegen die Art und Weise, wie US-Behörden gegen der Sympathie für die Sowjetunion verdächtigten Personen vorgingen; später äußerte er Kritik am Vietnamkrieg.
Ab 1962 lehrte er Recht an der Columbia University in New York. 1966 wurde er in die American Academy of Arts and Sciences gewählt. 1976 gehörte er zu den Gründungsmitgliedern der juristischen Fakultät der Cardozo School of Law an der jüdischen Yeshiva University in New York, an der er auch unterrichtete. 1994 beendete er seine Lehrtätigkeit. 
1992 veröffentlichte er seine Erinnerungen über die Nürnberger Prozesse, wobei er sich im Wesentlichen auf den ersten Prozess gegen die Hauptkriegsverbrecher bezieht.

## Privates
Telford Taylor heiratete im Jahre 1937 Mary Eleanor Walker. Aus der Ehe gingen ein Sohn und drei Töchter hervor. 1974 heiratete Taylor in zweiter Ehe die Jura-Professorin Toby Golick.
Aus dieser Ehe gingen zwei Söhne hervor.

## Werke
- Sword and Swastika: Generals and Nazis in the Third Reich, Simon & Schuster 1952; reprinted 1980, ISBN 0-8446-0934-X.
- Grand Inquest: The Story of Congressional Investigations, Simon & Schuster 1955; reprinted 1974, ISBN 0-306-70620-2.
- The March of Conquest: The German Victories in Western Europe, 1940 (Great War Stories), Simon & Schuster 1958; reprinted 1991, ISBN 0-933852-94-0.
- The Breaking Wave: The Second World War in the Summer of 1940, Simon & Schuster 1967, ISBN 0-671-10366-0.
- Guilt, responsibility and the Third Reich, Heffer 1970, ISBN 0-85270-044-X.
- Nuremberg and Vietnam: An American Tragedy, Times Books 1970, ISBN 0-8129-0210-6.
  - deutsch: Nürnberg und Vietnam: eine amerikanische Tragödie. Edition Praeger 1971, ISBN 3-7796-8015-7.
- Perspectives on Justice, Northwestern University Press 1974, ISBN 0-8101-0453-9.
- Courts of terror: Soviet criminal justice and Jewish emigration, Knopf 1976, ISBN 0-394-40509-9.
- Munich: The Price of Peace, Hodder & Staughton 1979; reprinted 1989, ISBN 0-88184-447-0.
- The Anatomy of the Nuremberg Trials: A Personal Memoir, Knopf 1992, ISBN 0-394-58355-8.
  - deutsch: Die Nürnberger Prozesse: Hintergründe, Analysen und Erkenntnisse aus heutiger Sicht. Heyne 1994, ISBN 3-453-09130-2.